# Белое (Волховский район)
Бе́лое — деревня в Хваловском сельском поселении Волховского района Ленинградской области.

## История
Деревня Белое упоминается на карте Ф. Ф. Шуберта 1844 года.

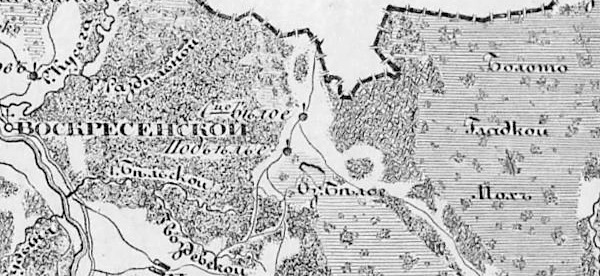
Деревня Белое на карте 1847 года

На семитопографической карте Новгородской губернии 1847 года полковника Корпуса топографов М. О. Без-Корниловича деревня  Белое обозначена как сельцо.
В конце XIX — начале XX века деревня административно относилась к Сугоровской волости 1-го стана 1-го земского участка Тихвинского уезда Новгородской губернии.

БЕЛАЯ — деревня Прудского сельского общества, число дворов — 15, число домов — 15, число жителей: 45 м. п., 49 ж. п.; 

Занятие жителей — земледелие и лесные заработки. При озерке. Часовня, смежна с деревней Горка. (1910 год)

С 1917 по 1918 год деревня входила в состав Сугоровской волости Тихвинского уезда Новгородской губернии.
С 1918 года в составе Череповецкой губернии.
С 1927 года в составе Воскресенского сельсовета Тихвинского района.
С 1928 года в составе Волховского района. В 1928 году население деревни составляло 287 человек.
В 1929 году в деревне был организован колхоз «Красный Труженик».
По данным 1933 года деревня Белое в составе Волховского района не значилась.
С 1946 года в составе Новоладожского района.
В 1958 году население деревни составляло 25 человек.
С 1963 года вновь в составе Волховского района.
По данным 1966 и 1973 годов деревня Белое также входила в состав Воскресенского сельсовета.
По данным 1990 года деревня Белое входила в состав Хваловского сельсовета.
В 1997 и 2002 годах в деревне Белое Хваловской волости не было постоянного населения.
В 2007 году в деревне Белое Хваловского СП, также не было постоянного населения.

## География
Деревня расположена в юго-восточной части района на автодороге 41К-399 (ур. Курья — Белое).
Расстояние до административного центра поселения — 27 км.
Расстояние до ближайшей железнодорожной станции Колчаново — 43 км.
Деревня находится близ северного края Бесовского болота и берега озера Белое. К югу от деревни протекает Бельский ручей — правый приток реки Сясь.

## Демография
| 1910 | 1997 | 2007 | 2010 | 2017 |
| ---- | ---- | ---- | ---- | ---- |
| 94   | ↘0   | →0   | ↗4   | ↘0   |

Согласно данным Всероссийской переписи населения 2021 года в деревне не было постоянного населения.

## Достопримечательности
- Урочище усадьба «Горка» П. А. Любомирского